# 台湾曲轴蕨
台湾曲轴蕨（学名：Paesia taiwanensis）为碗蕨科曲轴蕨属下的一个种。